# 背河泡
背河泡是一个位于中国吉林省扶余市的湖泊，面积约为3.6平方千米。